# Christo Lukov

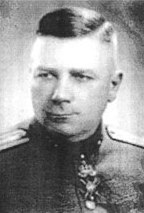
General Lukov

Christo Nikolov Lukov (bulgariska: Христо Николов Луков), född 6 januari 1887 i Varna, död 13 februari 1943 i Sofia, var en bulgarisk general och politiker. 
Lukov ledde den 13:e divisionen av Kungariket Bulgariens armé under första världskriget och var krigsminister 1935-1938. Under andra världskriget var han en stark anhängare av axelmakterna, särskilt Nazityskland och hade täta kontakter med Hermann Göring. Han ledde den nationalsocialistiska organisationen Bulgariska nationella legionens allians. Lukov dödades av ryska kommunistpartisaner.